# Cornelia Gräsel
Cornelia Gräsel (* 1966 in München) ist eine deutsche Psychologin und Pädagogin. Seit 2004 ist sie Universitätsprofessorin an der Bergischen Universität Wuppertal.

## Leben
Gräsel machte ihr Abitur 1985 am Max-Born-Gymnasium in Germering bei München. Von 1985 bis 1991 studierte sie Pädagogik im Hauptfach sowie Psychologie und Kunstgeschichte im Nebenfach an der Ludwig-Maximilians-Universität München (LMU). Den Magister schloss sie mit Auszeichnung ab. Im Anschluss promovierte sie in der gleichen Fächerkombination zum Dr. phil. mit "summa cum laude". Bereits 2001 wurde sie habilitiert.
Während ihrer Promotion und Habilitation arbeitete Gräsel als wissenschaftliche Assistentin am Institut für Empirische Pädagogik und Pädagogische Psychologie der LMU. 2001 war sie für wenige Monate Wissenschaftliche Direktorin am Leibniz-Institut für die Pädagogik der Naturwissenschaften und Mathematik in Kiel. Anschließend war sie bis 2004 Hochschullehrerin für Erziehungswissenschaft an der Universität des Saarlandes. Ab 2003 war sie dort auch Prodekanin der Fakultät für Empirische Humanwissenschaften.
Seit 2004 ist sie als Universitätsprofessorin für Lehr-Lern- und Unterrichtsforschung an der Bergischen Universität Wuppertal tätig. Von 2010 bis 2014 war sie dort Vorsitzende des Instituts für Bildungsforschung innerhalb des Fachbereichs School of Education, anschließend war sie bis 2022 Prorektorin für Internationales und Diversität.
Gräsel ist seit 2004 Mitherausgeberin der Zeitschrift Unterrichtswissenschaft, seit 2020 ist sie geschäftsführende Herausgeberin. 2007–2020 war sie geschäftsführende Mit-Herausgeberin des Journal for Educational Research Online.
Darüber hinaus ist Gräsel in mehreren wissenschaftlichen Beiräten vertreten. So ist sie seit 2011 Mitglied des Stiftungsrates des Deutschen Instituts für Internationale Pädagogische Forschung. Zwischen 2011 und 2019 war sie im Beirat für die Gemeinschaftsaufgabe von Bund und Ländern „Feststellung der Leistungsfähigkeit des Bildungswesens im internationalen Vergleich“ sowie 2012–2018 Mitglied der Wissenschaftlichen Kommission Niedersachsen. Seit 2015 ist sie Mitglied der Nationalen Plattform Bildung für nachhaltige Entwicklung und Vorsitzende eines Beirats der Junior-Uni Wuppertal. Seit 2021 ist sie Präsidentin der Gesellschaft für Empirische Bildungsforschung.

## Auszeichnungen
- Promotionsförderpreis der Ludwig-Maximilians-Universität München
- 1. Nachwuchspreis der Deutschen Gesellschaft für Erziehungswissenschaft
- Landespreis Hochschullehre des Saarlandes
- Gleichstellungspreis der Bergischen Universität Wuppertal für die Familienfreundlichkeit des Instituts für Bildungsforschung